# رامین محرم نژاد
رامین محرم‌نژاد بازیکن سابق فوتبال و مربی فوتبال اهل ایران است. او سابقهٔ بازی در استقلال تهران را نیز دارد.
محرم‌نژاد در حال حاضر مربی نونهالان استقلال هست.